# Wilk i Zając

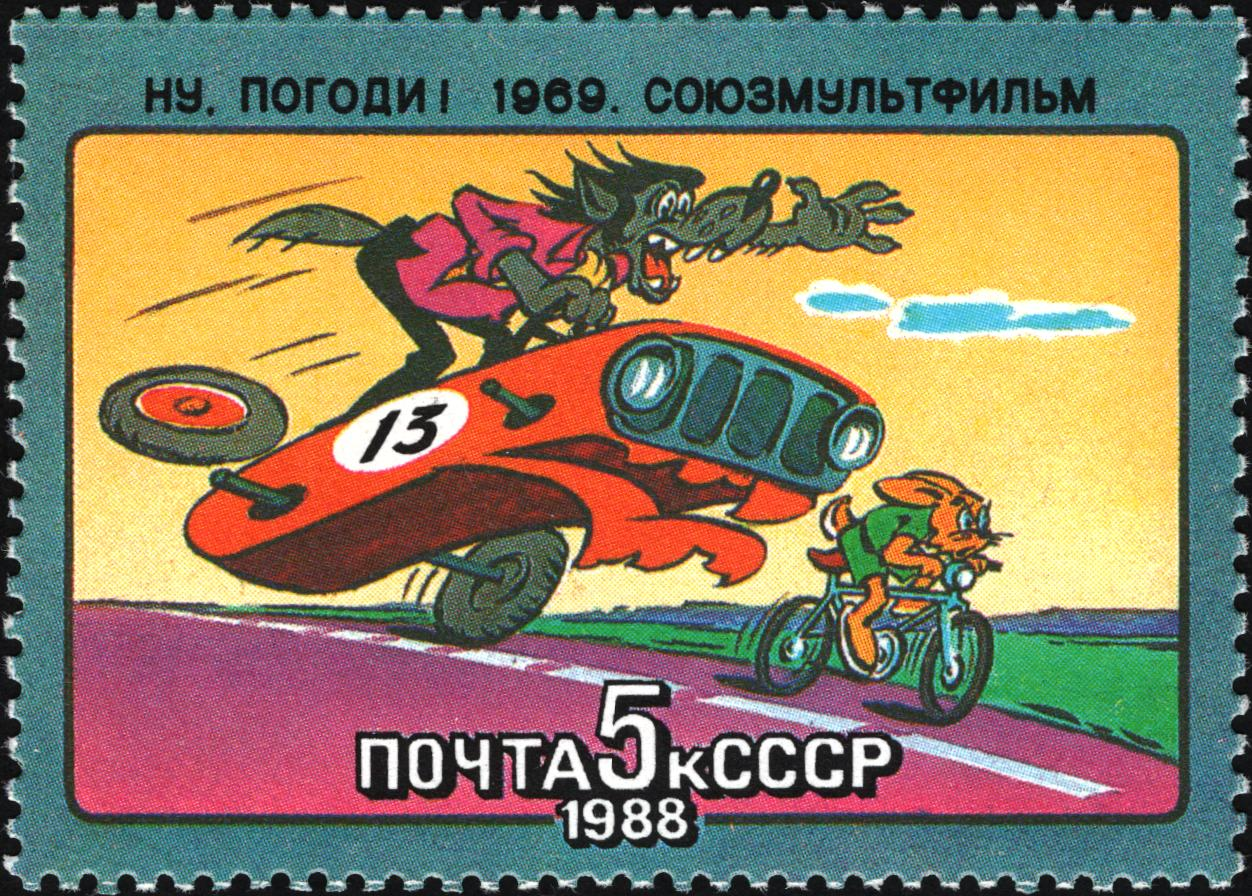
Bohaterowie serialu na radzieckim znaczku pocztowym z 1988 roku

Wilk i Zając / Ja ci pokażę! / Czekaj, ja ci pokażę! / Ja ci dam nauczkę / Jeszcze mnie popamiętasz / Nie uciekaj, zajączku / Popamiętasz mnie/ Pokażę ci! (ros. Ну, погоди!, Nu, pogodi! [nu pəɡɐ'dʲi], od słów Wilka tłumaczonych jako Ja ci pokażę! lub Pokażę ci!, dosłownie znaczących No, poczekaj!) – radziecki, potem rosyjski serial animowany. Opowiada o przygodach Wilka, który próbuje dopaść Zająca. Ganiając się, przeżywają mnóstwo zabawnych przygód, z których Zając zawsze wychodzi cało.
Serial cieszył się dużą popularnością zwłaszcza w krajach bloku wschodniego. Na podstawie kreskówki powstały różne gry oraz m.in. breloczki z podobiznami głównych bohaterów.

## Historia
Filmy powstawały w moskiewskim studiu filmowym Sojuzmultfilm. Premiera pierwszego odcinka miała miejsce 1 stycznia 1969 roku. Odcinki 17 i 18, których sponsorem był operator telefoniczny AMT, wyprodukowało Studio 13. 19 i 20 odcinek powstały w studiu Christmas Film.
Twórcą serii oraz głównych postaci, a także reżyserem odcinków powstałych w latach 1969–1993 był Wiaczesław Kotionoczkin. Odcinki 17 oraz 18 stworzył Władimir Tarasow. W 2005 roku syn twórcy oryginalnej wersji, Aleksiej Kotionoczkin, postanowił kontynuować dzieło ojca, reżyserując nową serię kreskówki, a później zakończył w 2006 roku.
W latach 1969–1986 swych głosów użyczali postaciom Anatolij Papanow (Wilkowi) i Kłara Rumianowa (Zającowi). Po śmierci Papanowa w 1987 roku wstrzymano produkcję odcinków w studiu Sojuzmultfilm. Dopiero w 1993 roku powrócono do produkcji serialu.
W 2019 roku studio Sojuzmultfilm zapowiedziało powstanie kolejnych odcinków, z okazji 50-lecia kreskówki. Premiera nowej serii, składającej się z 26 odcinków, miała nastąpić wiosną 2020 roku, ale nie nastąpiła w tym terminie.

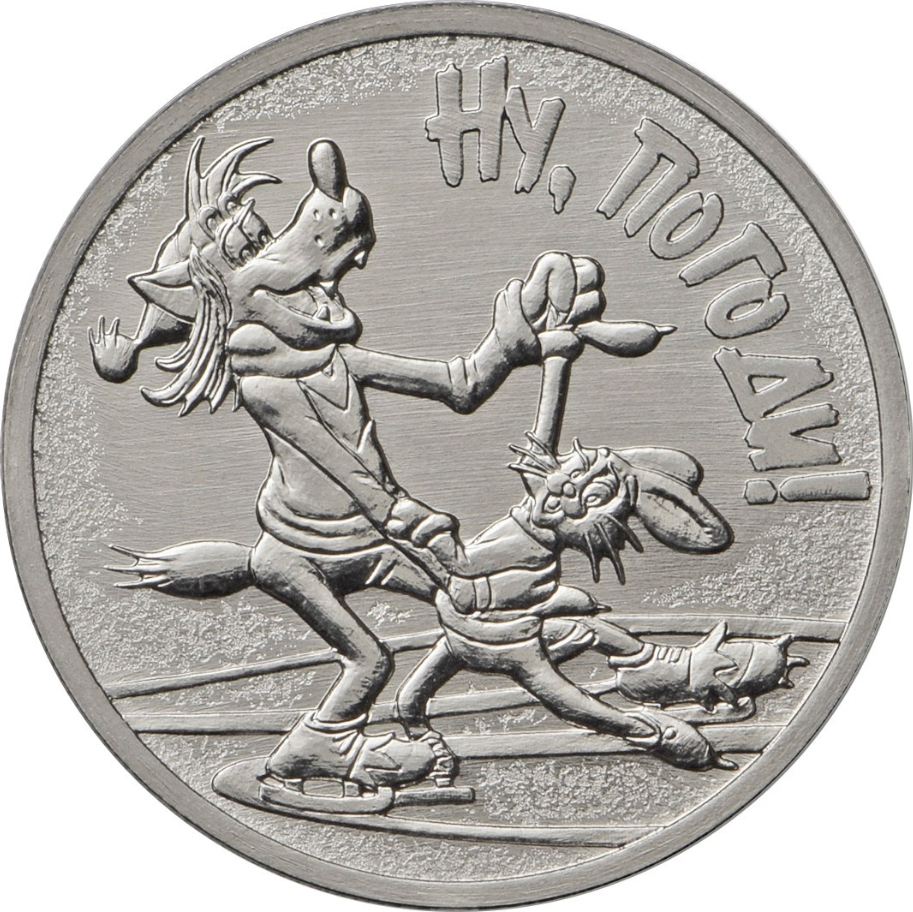
Moneta z wizerunkiem dwójki głównych bohaterów

## Postacie
- Wilk/Волк (Wołk) [voɫk] – postać negatywna, nienawidzi Zająca od momentu, jak ten, podlewając kwiaty na swoim balkonie, przez przypadek zgasił mu papierosa. W każdym z odcinków bajki próbuje złapać i zjeść Zająca, jednakże nigdy mu się to nie udaje (stąd zawołanie Wilka na końcu każdego odcinka: „Nu, Zajec! Nu pagadi!”, tłumaczone jako: „No, Zającu! Ja ci pokażę!”). Wilk nałogowo pali papierosy i jest w stanie wypalić naraz całą paczkę.
- Zając/Заяц (Zajac) ['zajɪʦ] – postać pozytywna, zawsze udaje mu się uciec przed Wilkiem. Zając jest postacią charakterystyczną: jeździ na łyżwach, śpiewa piosenki i występuje na scenie. Czasami zdarza mu się ratować Wilka z problemów.
- Inne postacie – oprócz Wilka i Zająca w serialu pojawiły się również inne postacie, między innymi bardzo wielki i silny Hipopotam. W niektórych odcinkach bajki pełni on uniwersalne funkcje sytuacyjne, np. rolę budowniczego na placu budowy, dyrektora muzeum, sprzedawcy w sklepie, odźwiernego itp. W niektórych odcinkach bajki pojawił się również, między innymi, czarodziej Kot i śpiewaczka Lisica lub Baba Jaga.

## Muzyka
Ścieżka dźwiękowa serialu w większości składa się z fragmentów utworów, które nie powstały specjalnie na jego potrzeby. Wiele z nich to znane przeboje, głównie radzieckie. Pojawiają m.in. piosenki Piesnia o drugie (pol. Piosenka o przyjacielu) Włodzimierza Wysockiego (odcinek 1), Dżudżalarim (pol. Moje kurczaki, odcinek 6) i Milion ałych roz (pol. Milion szkarłatnych róż) Ałły Pugaczowej (odcinek 14). Wykorzystano także utwory wykonawców zachodnich, m.in. kilka utworów Digital Emotion (odcinek 14), Popcorn w wersji wykonywanej przez zespół Elektrik Cokernut (odcinek 10), kilka utworów Jamesa Lasta (odcinek 11), a także wiele standardów. W serialu wykorzystano także dwa polskie utwory: w odcinku 4 dwa razy pojawia się fragment Orkiestr dętych z repertuaru Haliny Kunickiej, a w odcinku 5 słychać utwór Ala ma kota Jerzego Woźniaka. Muzyka tytułowa została zaczerpnięta z utworu Vízisí (węg. narty wodne) węgierskiego kompozytora Tamása Deáka.

## Spis odcinków
W 1969 roku powstał odcinek pilotażowy w reżyserii Giennadija Sokolskiego. Zając leży w dziecięcym wózeczku, za którym wilk zaczyna swój słynny pościg Nu, pogodi!. Film jest częścią serii Wesoła karuzela – Wesoła karuzela nr 1. Jest to pierwsza opowieść o Wilku i Zającu, z której zrodził się animowany serial telewizyjny Czekaj, ja ci pokażę!.
| Numer | Odcinek                                                               | Rok         | Literatura | Rosyjski tytuł      |
| ----- | --------------------------------------------------------------------- | ----------- | --- | ------------------- |
| 1.    | Na plaży / Miejska plaża / Spotkanie na plaży                         | 1969        | A. Kurlandski, A. Chajt, Spotkanie na plaży: Czekaj, ja ci pokażę!, przeł. z jęz. ros. Jadwiga Białowąs, Lublin 1985. - Spotkanie na plaży, lubimyczytac.pl                                                                                         | На пляже            |
| 2.    | W lunaparku / Spotkanie w lunaparku / W lunaparku                     | 1970        | A. Kurlandski, A. Chajt, W lunaparku: Czekaj, ja ci pokażę!, przeł. z jęz. ros. Jadwiga Białowąs, Lublin 1986. - W lunaparku, lubimyczytac.pl | В парке развлечений |
| 3.    | Na ulicy / Wszystkie sposoby by złapać Zająca / Na ulicy              | 1971        | A. Kurlandski, A. Chajt, Na ulicy: Czekaj, ja ci pokażę!, przeł. z jęz. ros. Jadwiga Białowąs, Lublin 1986. - Na ulicy, lubimyczytac.pl | Hа улице            |
| 4.    | Na stadionie / Sportowiec mimo woli / Czempion                        | 1971        | A. Kurlandski, A. Chajt, Czempion: Czekaj, ja ci pokażę!, przeł. z jęz. ros. Jadwiga Białowąs, Lublin 1986. - Czempion, lubimyczytac.pl - Wilk i Zając Czekaj, ja Ci pokażę Czempion 1986. myvimu.com. [zarchiwizowane z tego adresu (2018-01-16)]. | На стадионе         |
| 5.    | W mieście / Wilka pomysłów kilka / O, sole mio!...                    | 1972        | A. Kurlandski, A. Chajt, Wilk i Zając: O, sole mio!..., przeł. z jęz. ros. Andrzej Czcibor-Piotrowski, 2007. - Wilk i Zając: O, sole mio!..., lubimyczytac.pl                                                                                       | В городе            |
| 6.    | Na wsi / Wiejskie rozrywki / Strach na wróble                         | 1973        | A. Kurlandski, A. Chajt, Wilk i Zając: Strach na wróble, przeł. z jęz. ros. Andrzej Czcibor-Piotrowski, 2007. - Wilk i Zając: Strach na wróble, lubimyczytac.pl                                                                                     | В деревне           |
| 7.    | Rejs statkiem / Romantyczny rejs parowcem / Wilk morski               | 1973        | A. Kurlandski, A. Chajt, Wilk morski: Czekaj, ja ci pokażę!, przeł. z jęz. ros. Jadwiga Białowąs, Lublin 1988. - Wilk morski, lubimyczytac.pl | На корабле          |
| 8.    | Nowy rok / Niezapomniany bal karnawałowy / Dziadek Mróz               | 1974        | A. Kurlandski, A. Chajt, Dziadek Mróz: Czekaj, ja ci pokażę!, przeł. z jęz. ros. Jadwiga Białowąs, Lublin 1989. - Dziadek Mróz, lubimyczytac.pl | Новый год           |
| 9.    | W telewizji / Trudno być gwiazdą / Trudno być gwiazdą TV / Muszkieter | 1976        | A. Kurlandski, A. Chajt, Muszkieter: Czekaj, ja ci pokażę!, przeł. z jęz. ros. Jadwiga Białowąs, Lublin 1989. - Muszkieter, lubimyczytac.pl | В телецентре        |
| 10.   | Na budowie / Nieoczekiwana zmiana miejsc                              | 1976        | | На стройке          |
| 11.   | W cyrku / Cyrkowiec z przypadku / W cyrku                             | 1977        | A. Kurlandski, A. Chajt, W cyrku: Czekaj, ja ci pokażę!, przeł. z jęz. ros. Jadwiga Białowąs, Lublin 1989. - W cyrku, lubimyczytac.pl | В цирке             |
| 12.   | W muzeum / Muzeum, czyli jak zostać mumią / W muzeum                  | 1978        | A. Kurlandski, A. Chajt, W muzeum: Czekaj, ja ci pokażę!, przeł. z jęz. ros. Jadwiga Białowąs, Lublin 1984. - W muzeum, lubimyczytac.pl | В музее             |
| 13.   | Olimpiada 1980 w Moskwie / Olimpijskie zmagania                       | 1980        | | Олимпиада-80        |
| 14.   | W domu techniki / Elektroniczny zając                                 | 1984        | | В Доме техники      |
| 15.   | W domu kultury / Zajęczy chór                                         | 1985        | | В Доме культуры     |
| 16.   | W świecie bajek / Bajkowe pomieszanie zmysłów                         | 1986        | | В мире сказок       |
| 17.   | Na wyspie / Jubileusz, czyli koszmar Wilka                            | 1993 (1994) | | Hа острове          |
| 18.   | W supermarkecie / Fajnie jest w supermarkecie                         | 1993 (1995) | | В супермаркете      |
| 19.   | W kurorcie                                                            | 2005        | | Kурорт              |
| 20.   | Na działce                                                            | 2006        | | На отдыхе           |

## Obsada
Reżyserzy:
| Odcinek                 | 1 | 2 | 3 | 4 | 5 | 6 | 7 | 8 | 9 | 10 | 11 | 12 | 13 | 14 | 15 | 16 | 17 | 18 | 19 | 20 |
| Wiaczesław Kotionoczkin | T | T | T | T | T | T | T | T | T | T  | T  | T  | T  | T  | T  | T  | T  | T  |    |    |
| Władimir Tarasow        |   |   |   |   |   |   |   |   |   |    |    |    |    |    |    |    | T  | T  |    |    |
| Aleksiej Kotionoczkin   |   |   |   |   |   |   |   |   |   |    |    |    |    |    |    |    |    |    | T  | T  |

Scenarzyści:
| Odcinek               | 1 | 2 | 3 | 4 | 5 | 6 | 7 | 8 | 9 | 10 | 11 | 12 | 13 | 14 | 15 | 16 | 17 | 18 | 19 | 20 |
| Feliks Kandel (Kamow) | T | T | T | T | T | T | T |   |   |    |    |    |    |    |    |    |    |    | T  | T  |
| Aleksandr Kurlandski  | T | T | T | T | T | T | T | T | T | T  | T  | T  | T  | T  | T  | T  | T  | T  | T  | T  |
| Arkadij Chajt         | T | T | T | T | T | T | T | T | T | T  | T  | T  | T  | T  | T  | T  | T  |    |    |    |

Głosy:
| Odcinek                         | 1 | 2 | 3 | 4 | 5 | 6 | 7 | 8 | 9 | 10 | 11 | 12 | 13 | 14 | 15 | 16 | 17 | 18 | 19 | 20 |
| Anatolij Papanow (Wilk)         | T | T | T | T | T | T | T | T | T | T  | T  | T  | T  | T  | T  | T  | T  |    |    |    |
| Kłara Rumianowa (Zając)         | T | T | T | T | T | T | T | T | T | T  | T  | T  | T  | T  | T  | T  | T  | T  |    |    |
| Igor Chriszczenko (Wilk)        |   |   |   |   |   |   |   |   |   |    |    |    |    |    |    |    |    |    | T  | T  |
| Olga Zwieriewa (Zając)          |   |   |   |   |   |   |   |   |   |    |    |    |    |    |    |    |    |    | T  | T  |
| Oleg Anofrijew (Kapitan statku) |   |   |   |   |   |   | T |   |   |    |    |    |    |    |    |    |    |    |    |    |
| Giennadij Chazanow (Spiker)     |   |   |   |   |   |   |   |   | T |    |    |    |    |    |    |    |    |    |    |    |
| Władimir Soszalski (Hipopotam)  |   |   |   |   |   |   |   |   |   |    |    |    |    |    | T  |    |    |    |    |    |

Inscenizatorzy:
| Odcinek               | 1 | 2 | 3 | 4 | 5 | 6 | 7 | 8 | 9 | 10 | 11 | 12 | 13 | 14 | 15 | 16 | 17 | 18 | 19 | 20 |
| Swietozar Rusakow     | T | T | T | T | T | T | T | T | T | T  | T  | T  | T  | T  | T  | T  |    |    |    |    |
| Aleksiej Kotionoczkin |   |   |   |   |   |   |   |   |   |    |    |    |    |    |    |    | T  | T  |    |    |
| Swietłana Dawidowa    |   |   |   |   |   |   |   |   |   |    |    |    |    |    |    |    |    |    | T  | T  |

Rysownicy:

- Siergiej Marakasow (odcinki 9-10, 12, 14-16)
- I. Trojanowa (odcinki 12-16)
- W. Charitonowa (odcinek 9 i 10)
- Konstantin Karpow (odcinek 13)
- Zoja Monietowa (odcinki 14-16)
- Piotr Korobajew (odcinek 13)
- D. Anpiłow (odcinek 11)
- T. Zworykina (odcinek 17)
- Marina Ignatienko (odcinek 17)
- L. Lobacziowa (odcinek 18)
- J. Iwanowa (odcinek 18)
- T. Korowkina (odcinek 18)
- Mścisław Kupracz (odcinek 18)

Kompozytorzy:

- Aleksandr Zacepin (odcinek 2)
- Gieorgij Garanjan (odcinek 2)
- Wiktor Babuszkin (odcinki 15-16)
- A. Sawieliewa (odcinek 9)
- Andriej Dierżawin (odcinek 19)
- zespół muzyczny Maszyna Wriemieni (odcinek 19)

Animatorzy:

- Wiktor Arsentiew (odcinek 1-15)
- Oleg Komarow (odcinki 1-13)
- Oleg Safronow (odcinki 1-2, 9-10, 14-15)
- Władimir Krumin (odcinki 1, 5, 10-11, 13-14)
- Wiktor Lichaczew (odcinek 1, 3, 4, 7, 9, 11, 13 i 15)
- Fiodor Eldinow (odcinki 1, 3, 6-7, 12-13, 15-16)
- Władimir Zarubin (odcinki 2, 4 i 9)
- Leonid Kajukow (odcinek 2, 5 i 7)
- Walerij Ugarow (odcinek 3, 8 i 16)
- Jurij Butyrin (odcinek 3, 4, 8-9)
- Siergiej Diożkin (odcinek 3)
- Olga Orłowa (odcinek 16)
- Aleksandr Mazaje (odcinki 15-16)
- Aleksandr Dorogow (odcinki 14-16)
- Aleksandr Dawydow (odcinki 10, 13 i 17)
- Aleksandr Panow (odcinek 7)
- Władimir Arbiekow (odcinki 8, 12, 17-18)
- Aleksiej Bukin (odcinek 8)
- Siergiej Awramow (odcinek 14)
- Nikołaj Fiodorow (odcinek 12)
- Dmitrij Kulikow (odcinki 17-18)
- Giennadij Sokolski (odcinek 17)
- Andriej Ignatienko (odcinki 17-18)
- Jurij Kulakow (odcinek 17)
- S. Kajukow (odcinek 17)
- Wiaczesław Kajukow (odcinek 18)
- Władimir Nikitin (odcinki 17-18)
- Rim Szarafutdinow (odcinek 19)
- Natalija Malgina (odcinek 19)
- Natalija Bogomołowa (odcinek 19)
- Tatiana Podgorska (odcinek 19)
- Wasilij Szewczenko (odcinek 19)
- Władimir Szewczenko (odcinek 19)
- W. Ulitin (odcinek 19)

Operatorzy:

- Jelena Pietrowa (odcinki 1-6)
- N.Klimowa (odcinek 7)
- Swietłana Koszczjejewa (odcinki 8-14)
- Aleksandr Czechowski (odcinek 15-16)
- Ludmiła Krutowska (odcinki 17-18)

Asystenci reżysera:

- Jelena Turanowa (odcinek 1-10)
- L. Rybczewska (odcinek 2)
- T. Zebrowa (odcinek 1)
- W. Rogow (odcinek 7)
- M. Popowa (odcinek 10)
- Alla Goriewa (odcinki 9-10)
- L. Krutowska (odcinek 9)
- G. Andriejewa (odcinki 11-13)
- N. Nikołajewa (odcinki 11-12)
- E. Gołołobowa (odcinek 11)
- N. Saratowa (odcinki 12-13)
- R. Makarowa (odcinki 14-15)
- O. Isakowa (odcinek 16)
- A. Borisowa (odcinek 17)
- K. Mołodjakowa (odcinki 17-18)
- Ż. Sieriebiennikowa (odcinki 17-18)

Operatorzy dźwięku:

- Gieorgij Martyniuk (odcinki 1-10)
- G. Kryłow (odcinki 1, 3-5)
- Władimir Kutuzow (odcinki 11-18)
- I. Lipskierowa (odcinki 6-8)
- A.Goldsztejn (odcinki 11-14)
- W. Korczagin (odcinek 17)

Dyrektorzy:

- Fiodor Iwanow (odcinki 1, 2, 5-11)
- Lubow Butyrina (odcinek 12)
- Niniel Lipnicka (odcinek 13)
- Liliana Monachowa (odcinki 14-16)
- Nina Sokołowa (odcinki 17-18)

Redaktorzy:

- Arkadij Sniesariew (odcinki 1-2, 5-11)
- Jelena Nikitkina (odcinki 12-16)
- Jelena Michaiłowa (odcinki 17-19)

Montażyści:

- Tatjana Sazonowa (odcinki 1-7)
- Margarita Michiejewa (odcinek 8-18)

Producenci:

- A. Lebiediew (odcinki 17-18)
- P. Babachanian (odcinki 17-18)

## Nagrody
Wilk i Zając (odcinek 4):
- 1972: XVIII Międzynarodowy Festiwal Filmów Sportowych w Cortina d’Ampezzo (Włochy) – nagroda w kategorii filmów dla dzieci i srebrna nagroda włoskiego centrum sportowego;
- 1972: IV Festiwal filmów sportowych, Odessa – srebrny medal.

## Chronologia
Odcinek 1-16
Pierwsze szesnaście odcinków nakręcono w latach 1969–1986:
| Reżyseria          | Wiaczesław Kotionoczkin                                                  |
| Głos               | Anatolij Papanow (Wilk), Kłara Rumianowa (Zając)                         |
| Twórca rysunków    | Swietozar Rusakow                                                        |
| Scenarzyści        | Aleksandr Kurlandski, Arkadij Chajt, Feliks Kamow                        |
| Animatorzy         | Wiktor Arsientiew, Oleg Komarow, Fiodor Eldinow, Oleg Safronow           |
| Dyrektorzy dźwięku | Gieorgij Martyniuk, Władimir Kutuzow                                     |
| Operatorzy         | Jelena Pietrowa, Aleksandr Czechowski, Swetłana Koszczjejewa, N. Klimowa |

Odcinek 17 i 18
Po śmierci Anatolija Papanowa w 1987 roku, aktora podkładającego głos Wilkowi, wstrzymano produkcję odcinków.
W 1993 roku, na 25-lecie kreskówki, stworzono dwa następne odcinki, ale siedemnasty odcinek wypuszczono w 1994 roku, a osiemnasty w 1995 roku. Odcinek osiemnasty jest poświęcony pamięci Anatolija Papanowa. Postaci Wilka podłożono kwestie wypowiadane przez Papanowa pochodzące z wcześniejszych odcinków.
Oba odcinki wraz z Wiaczesławem Kotionoczkinem stworzył Władimir Tarasow.
| Reżyseria          | Wiaczesław Kotionoczkin, Władimir Tarasow |
| Głos               | Anatolij Papanow (Wilk), Kłara Rumianowa (Zając) |
| Twórca rysunków    | Swietozar Rusakow |
| Scenarzyści        | Aleksandr Kurlandski, Arkadij Chajt |
| Animatorzy         | Aleksandr Dawydow, Władimir Arbiekow, Dmitrij Kulikow, Giennadij Sokolski, Andriej Ignatienko, Jurij Kulakow, Stiepan Kajukow, Wiaczesław Kajukow, Władimir Nikitin |
| Dyrektorzy dźwięku | Władimir Kutuzow, W. Korczagin |
| Operatorzy         | Ludmiła Kurtowska |

Odcinek 19 i 20
W 2005 roku syn twórcy kreskówek Aleksiej Kotionoczkin postanowił stworzyć nową wersję kreskówki, tworząc dziewiętnasty i dwudziesty odcinek w 2006 roku.
Głosu użyczali Igor Chriszczenko Wilkowi i Olga Zwieriewa Zającowi.
Po 32 latach do pisania scenariusza wrócił też Feliks Kamow, który napisał scenariusz do pierwszych siedmiu odcinków. Oprócz niego scenariusz napisał również Aleksandr Kurlandski, który był scenarzystą w każdym odcinku.
| Reżyseria          | Aleksiej Kotionoczkin |
| Głos               | Igor Chriszczenko (Wilk), Olga Zwieriewa (Zając)                                                                                     |
| Scenarzyści        | Aleksandr Kurliandski, Feliks Kamow                                                                                                  |
| Animatorzy         | Rim Szarafutdinow, Natalija Malgina, Natalija Bogołomowa, Tatiana Podgorska, Wasilij Szewczenko, Władimir Szewczenko, Wasilij Ulitin |
| Dyrektorzy dźwięku | Andriej Dierżawin, Maxim Fadiejew |

## Oprawa muzyczna
Odcinek 1
- Władimir Wysocki i Państwowa Orkiestra Symfoniczna Kinematografii pod dyrekcją Władimira Wasiliewa – „Pieśń o przyjacielu”;
- Władimir Makarow – „Ostatnia elektryczka” (muzyka – Dawid Tuchmanow, tekst – Michaił Nożkin);
- Kwartet Borysa Tichonowa – „Walc wiosenny”;
- Orkiestra pod dyrekcją Wiaczesława Mieszczerina (solo na wibrafonie – Aleksander Seliwaczow) – „Skrzypi śnieg”;
- Orkiestra Berlińskiego Radia pod dyrekcją Gunthera Gollascha – „Bigband Galopp”;
- Kwartet Borysa Tichonowa – „Na wycieczce”[33].

Odcinek 2
- Muslim Magomajew – „Diabelskie koło” (muzyka – Arno Babadżanian, tekst – Jewgienij Jewtuszenko);
- Sekstet Hazy'ego Osterwalda – „Der treue Husar”[34].

## Emisja
- Rossijskoje Teleradio, TV3
- Telewizja Polska, TV Puls, Puls 2, Wojna i Pokój
- 0-6 TV
- Bolajon
- CCTV-14[35]
- Czerno More[36]
- Kurdsat[37]
- LNK[38]
- IRIB Pooya[39]
- Prima[40]
- Ťuki TV[41], Dvojka[42]
- K1, NTN, Pixel TV, Humor TV[43], ATR

## Gry komputerowe
- Przenośna konsola gier wideo Ну, погоди! (Elektronika IM-02, 1984)
- Ну, погоди! Выпуск 1: Погоня[44] (5 kwietnia 2002)[45]
- Ну, погоди! Выпуск 2: Круглый счёт[46] (17 marca 2002)[47]
- Ну, погоди! Выпуск 3: Песня для зайца[48] (11 grudnia 2003)[49]
- Ну, погоди! Выпуск 4: Догонялки[50] (20 maja 2005)[51]
- Ну, погоди! Выпуск 5: По следам зайца[52] (24 grudnia 2010)[53]

## Materiały pamiątkowe

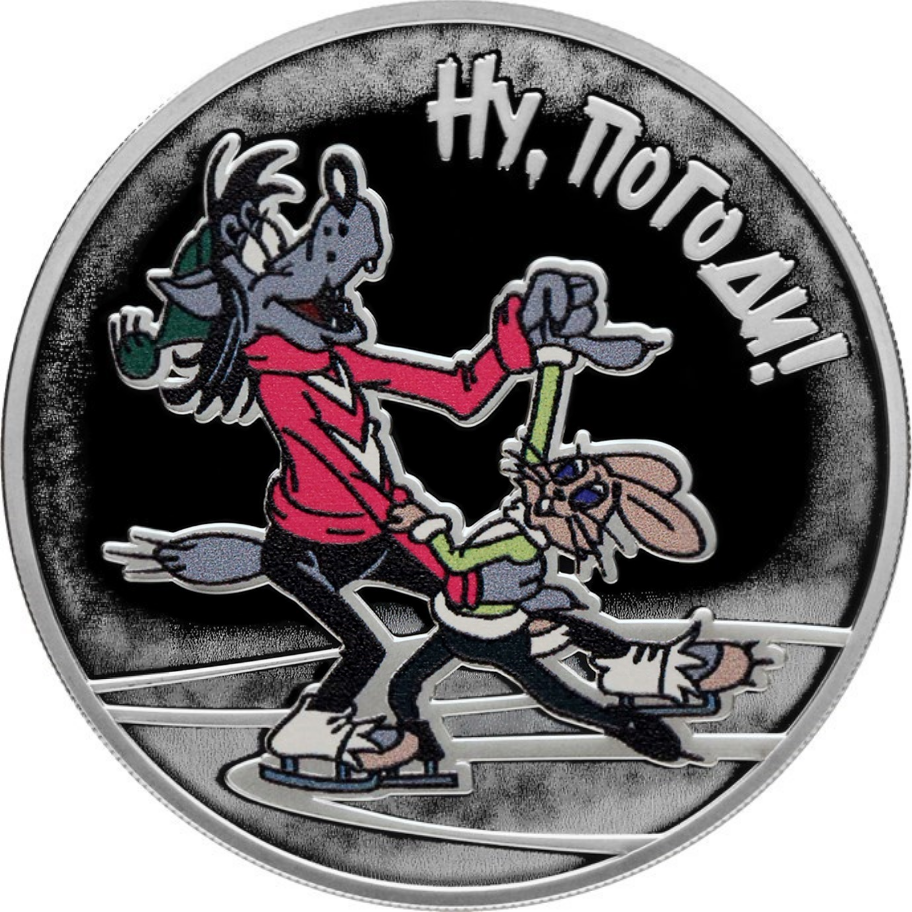
3 ruble

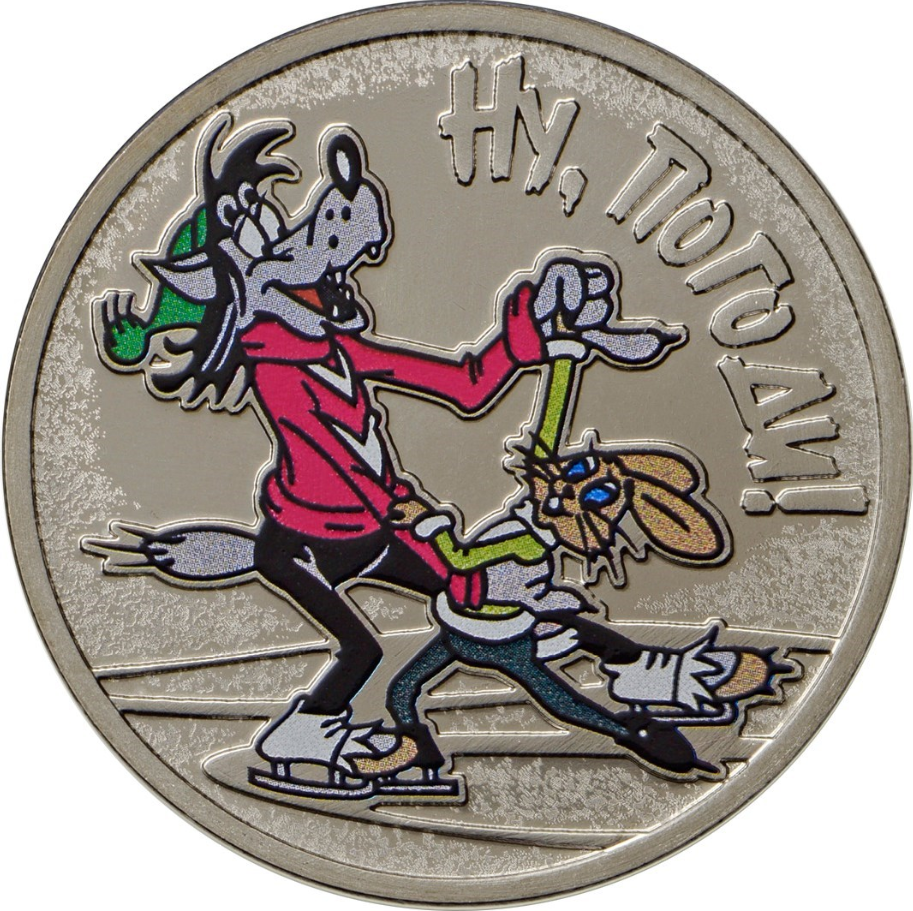
25 rubli

- We wrześniu 2010 r. Mennica Polska (producent) Niue (emitent) wydała drugą monetę z Wilkiem i Zającem w serii kolekcjonerskich monet „Bohaterowie kreskówek”[54][55].
- W lipcu 2018 r., z okazji 50. rocznicy urodzin, Bank Rosji wydał okolicznościowe monety. Otrzymano srebrne monety o nominałach 3 rubli i monetach z metali nieszlachetnych, w nieżelaznych i zwykłych wzorach, o nominałach 25 rubli. Po jednej stronie monety znajdują się Zając i Wilk, a po drugiej rosyjski herb. Całkowity nakład serii wynosił ponad 500 tysięcy egzemplarzy.